# Dominika Gnich
Dominika Gnich (ur. 28 stycznia 1992) – polska judoczka.
Zawodniczka UKJ ASzWoj Warszawa (2006-2015). Złota i srebrna medalistka zawodów Pucharu Europy juniorek (odpowiednio: 2010 i 2009). Brązowa medalistka mistrzostw Polski  seniorek 2011 w kategorii do 52 kg. Ponadto m.in. młodzieżowa wicemistrzyni Polski 2012, mistrzyni Polski juniorek 2011 i mistrzyni Polski kadetek 2008.